# Španščina
Španščina, imenovana tudi kastiljščina, je iberoromanski jezik, po številu govorcev pa drugi najbolj razširjeni jezik na svetu (po angleščini). Kot prvi jezik ga govori okoli 440 milijonov ljudi, kar ga uvršča na drugo mesto (po kitajščini), obvlada pa ga 490 milijonov govorcev (po ocenah iz leta 2009). Večina govorcev španščine živi v Amerikah. Poleg Španije je uradni jezik v 19 državah.
Španci svojemu jeziku rečejo španščina (špansko español), kadar ga primerjajo z drugimi nacionalnimi jeziki (npr. francoskim ali angleškim), a ga imenujejo kastiljščina (castellano), kadar govorijo o regionalnih jezikih Španije (kot so še galicijščina, baskovščina in katalonščina). V večini špansko govorečega sveta mu pravijo castellano, čeprav je español v nekaterih področjih tudi pogost izraz. 

## Zgodovina
Španščina se je razvila iz vulgarne latinščine pod vplivom baskovščine in arabščine na severu Iberskega polotoka (podobno kot drugi iberoromanski jeziki).
Med rekonkvisto se je to severno narečje razširilo tudi na jug.
Med špansko kolonizacijo se je v 16. stoletju jezik razširil v obe Ameriki, Mikronezijo, Gvam, Marijanske otoke, Palav in Filipine.
V 20. stoletju so španščino uvedli tudi v Ekvatorialni Gvineji in Zahodni Sahari.

## Geografska porazdelitev
| Abecedni vrstni red | Število govorcev (materni jezik) |
| --- | --- |
| 1. Andora (40.000) 2. Argentina (41.248.000) 3. Avstralija (150.000) 4. Belize (130.000) 5. Bolivija (7.010.000) 6. Brazilija (19.700.000) 7. Kanada (272.000) 8. Čile (15.795.000) 9. Ljudska republika Kitajska (250.000) 10. Kolumbija (45.600.000) 11. Kostarika (4.220.000) 12. Kuba (11.285.000) 13. Dominikanska republika (8.850.000) 14. Ekvador (10.946.000) 15. Salvador (6.859.000) 16. Ekvatorialna Gvineja (447.000) 17. Finska (17.200) 18. Francija (2.100.000) 19. Nemčija (410.000) 20. Gvatemala (8.163.000) 21. Gvajana (198.000) 22. Haiti (1.650.000) 23. Honduras (7.267.000) 24. Izrael (160.000) 25. Italija (455.000) 26. Japonska (500.000) 27. Libanon (2.300) 28. Mehika (106.255.000) 29. Maroko (86.000) 30. Nikaragva (5.503.000) 31. Panama (3.108.000) 32. Paragvaj (4.737.000) 33. Peru (26.152.265) 34. Filipini (2.900.000) 35. Puerto Rico (4.017.000) 36. Romunija (7.000) 37. Rusija (1.200.000) 38. Španija (46.100.000) 39. Južna Koreja (90.000) 40. Švedska (39.700) 41. Turčija (29.500) 42. ZDA (41.000.000) 43. Združeno kraljestvo (900.000) 44. Urugvaj (3.442.000) 45. Venezuela (26.021.000) 46. Zahodna Sahara (341.000) | 1. Mehika (106.255.000) 2. Kolumbija (45.600.000) 3. Španija (46.100.000) 4. Argentina (41.248.000) 5. ZDA (41.000.000) 6. Peru (26.152.265) 7. Venezuela (26.021.000) 8. Brazilija (19.700.000) 9. Čile (15.795.000) 10. Kuba (11.285.000) 11. Ekvador (10.946.000) 12. Dominikanska republika (8.850.000) 13. Gvatemala (8.163.000) 14. Honduras (7.267.000) 15. Bolivija (7.010.000) 16. Salvador (6.859.000) 17. Nikaragva (5.503.000) 18. Paragvaj (4.737.000) 19. Kostarika (4.220.000) 20. Portoriko (4.017.000) 21. Urugvaj (3.442.000) 22. Panama (3.108.000) 23. Filipini (2.900.000) 24. Francija (2.100.000) 25. Haiti (1.650.000) 26. Rusija (1.200.000) 27. Združeno kraljestvo (900.000) 28. Japonska (500.000) 29. Italija (455.000) 30. Ekvatorialna Gvineja (447.000) 31. Nemčija (410.000) 32. Zahodna Sahara (341.000) 33. Kanada (272.000) 34. Ljudska republika Kitajska (250.000) 35. Gvajana (198,000) 36. Izrael (160.000) 37. Avstralija (150.000) 38. Belize (130.000) 39. Južna Koreja (90.000) 40. Maroko (86.000) 41. Andora (40.000) 42. Švedska (39.700) 43. Turčija (29.500) 44. Finska (17.200) 45. Romunija (7.000) 46. Libanon (2.300) |
| Težko je določiti natančno število govorcev, ker vsi ne živijo v državah, kjer je španščina uradni jezik. | |